# Perpetuum Jazzile
Perpetuum Jazzile est une chorale slovène de musique populaire et de jazz. Elle est fondée en 1983 par Marko Tiran sous le nom de Gaudeamus Chamber Choir. En 2001, Tiran passe le flambeau de la direction de la chorale à Tomaž Kozlevčar qui en 2011 le passe à son tour à Peder Karlsson.

## Description

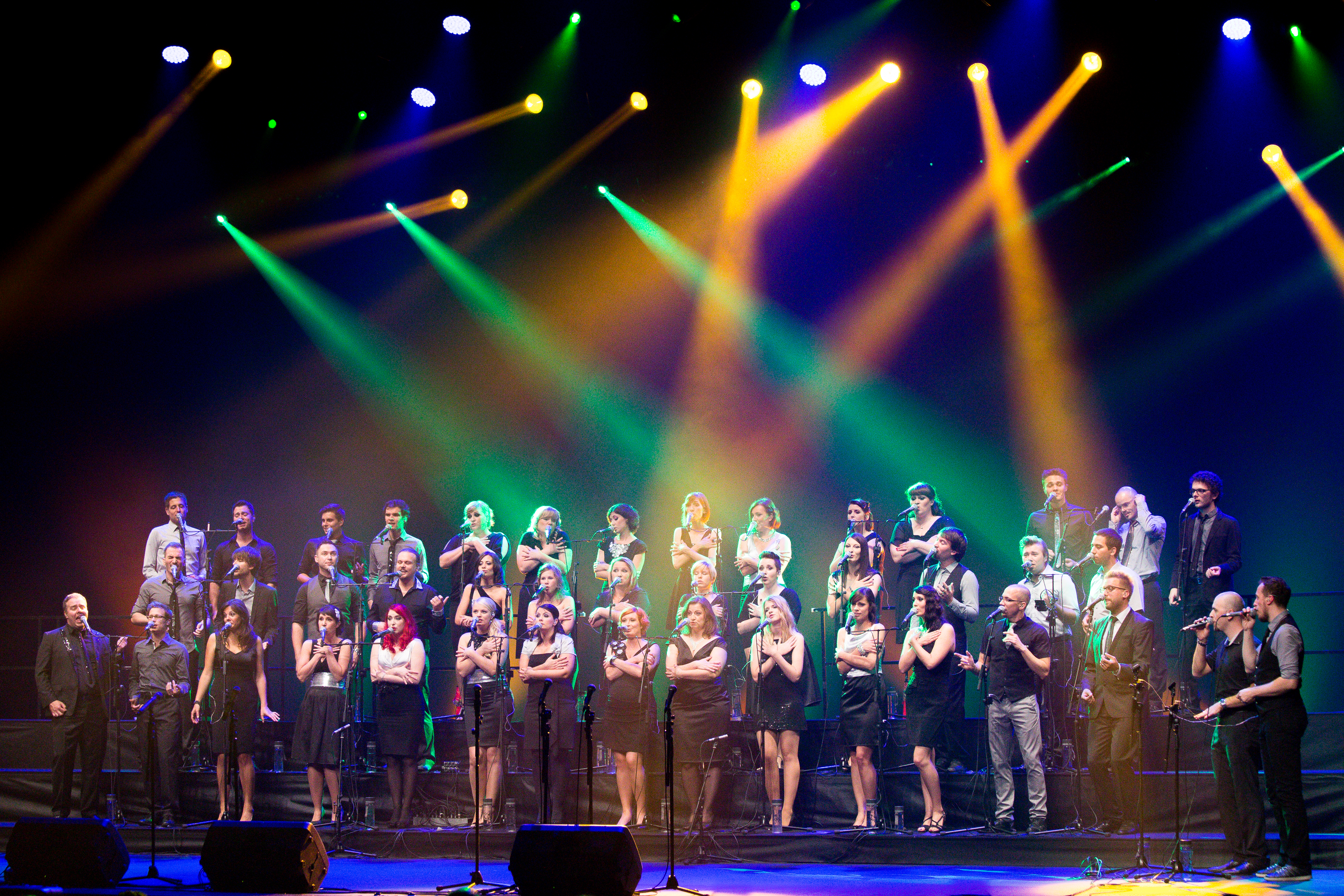
Perpetuum Jazzile interprétant Stand By Your Men en 2014 à Ljubljana

La chorale est aussi bien constituée de femmes que d'hommes. Elle est occasionnellement élargie à des joueurs de jazz du RTV Slovenia Big Band et d'artistes slovènes tels qu'Alenka Godec, 6 Pack Čukur, Alya, Oto Pestner, Jan Plestenjak, Nuša Derenda. La chorale utilise un large éventail de styles de jazz.  La chorale s'est inspirée à l'origine de Gene Puerling, The Singers Unlimited et de The Swingle Singers. Ils jouent de la musique a cappella, de la bossa nova et du swing mais également du funk, du gospel et de la pop. La chorale a remporté des prix au Vokal.Total, au festival international de jazz IVGF (Tilburg, Pays-Bas) et aux olympiades des chorales 2008 à Graz en Autriche.
En 2006, la chorale enregistre son album Čudna noč, édité par Dallas Records et sorti en septembre.
En décembre, la chorale sort son premier clip vidéo Čudna noč, le tube de son nouvel album qui connaîtra un beau succès en Slovénie. Ils publieront sur le site Youtube une reprise du tube Africa du groupe Toto. Cette vidéo sera visualisée plus de dix millions de fois entre mai 2009 et mars 2011. La chorale publiera sur Youtube bien d'autres chants. Bee Gees Medley, par exemple, qui lui sera visualisé plus de 1 million et demi de fois de mai 2009 à mars 2011.

## Liste des membres du groupe
Dans la liste suivante se trouve la liste des membres du groupe classés par voix et entre parenthèses leur section.

### Ténors

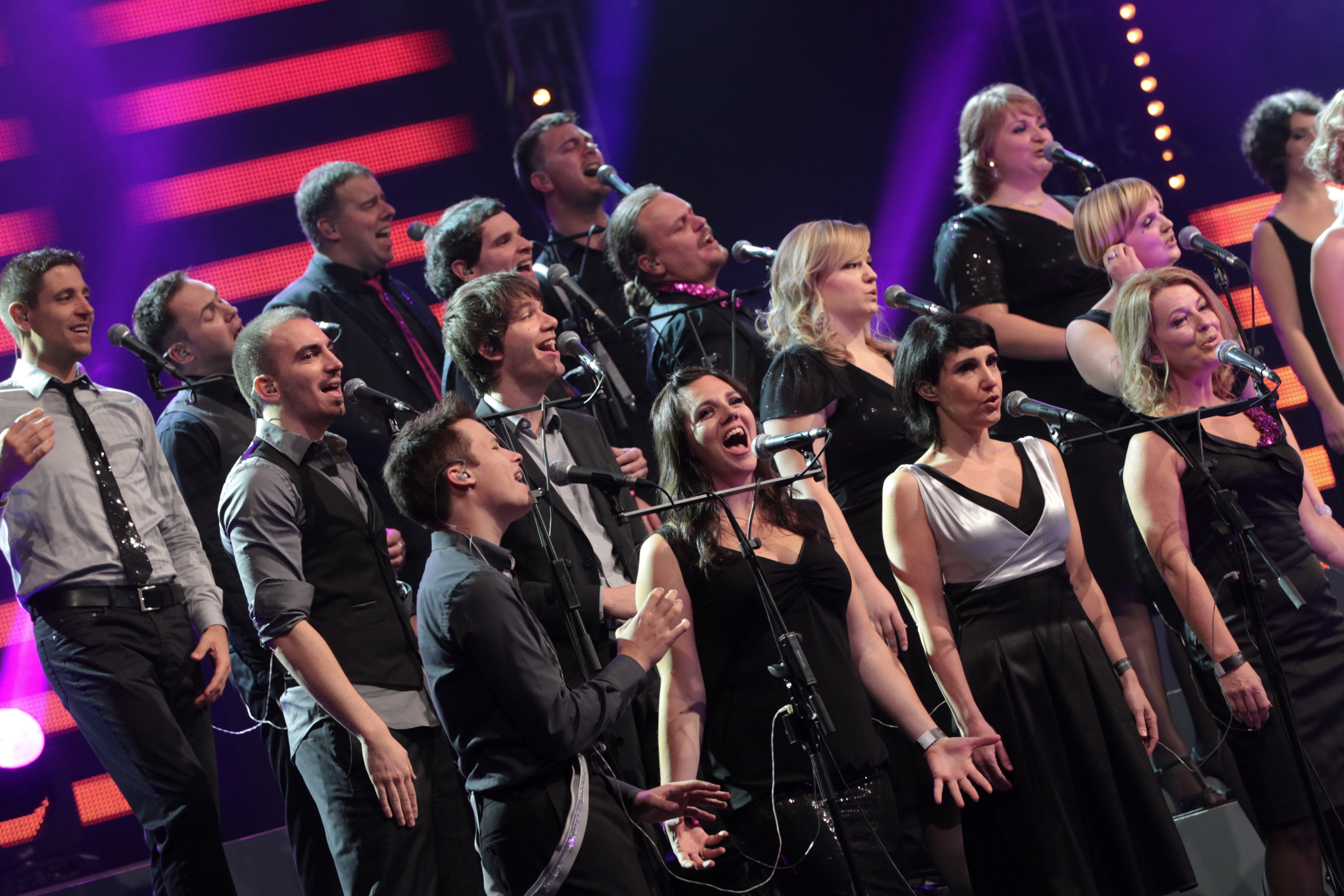
Ténors et sopranos en 2013

Un groupe constitué d'hommes à l'exception de Nataš Jovanović.
- Nino Kozlevčar (1)
- Anže Orehek (1)
- Klemen Brezavšče (1)
- Matjaž Filipčič (1)
- Nataš Jovanović (1)
- Samo Vovk (1)
- Vanja Dizdarević (1)
- Boštjan Usenik (2)
- Dominik Štrucelj (2)
- Aleš Majerič (2)
- Tomaž Cör (2)

### Sopranos

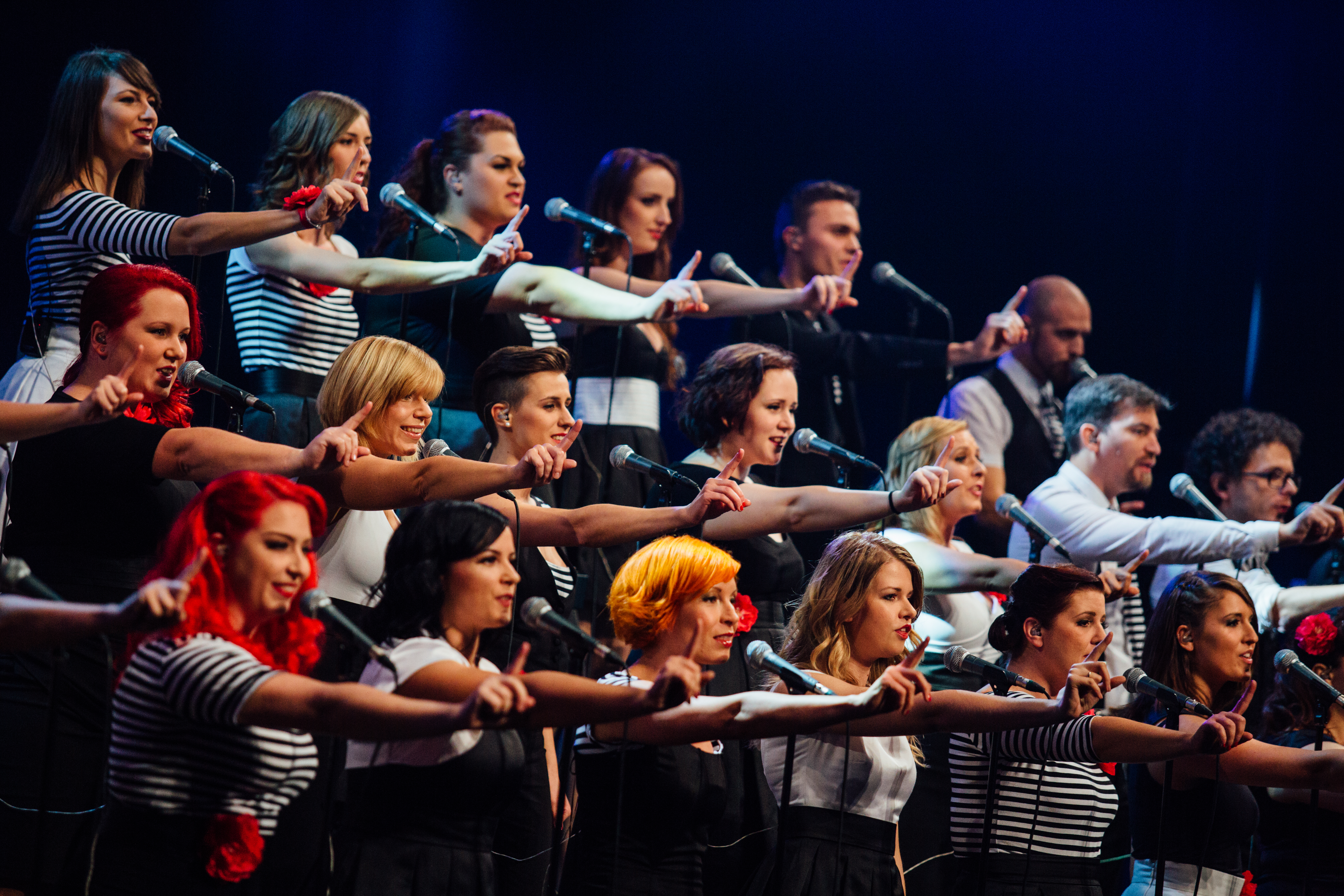
Sopranos et altos interprétants Ona bo moja en 2015

Un groupe uniquement composé de femmes.
- Ana Turšič (1)
- Anja Košir (1)
- Bojana Bergant (1)
- Liza Pucihar (1)
- Mojca Skaza Novak (1)
- Urša Cigler (1)
- Valentina Zidar (1)
- Jana Žerjav (2)
- Metka Luznar (2)
- Mateja Mackenzie (2)
- Nina Mrak (2)
- Anja Koren (2)

### Altos

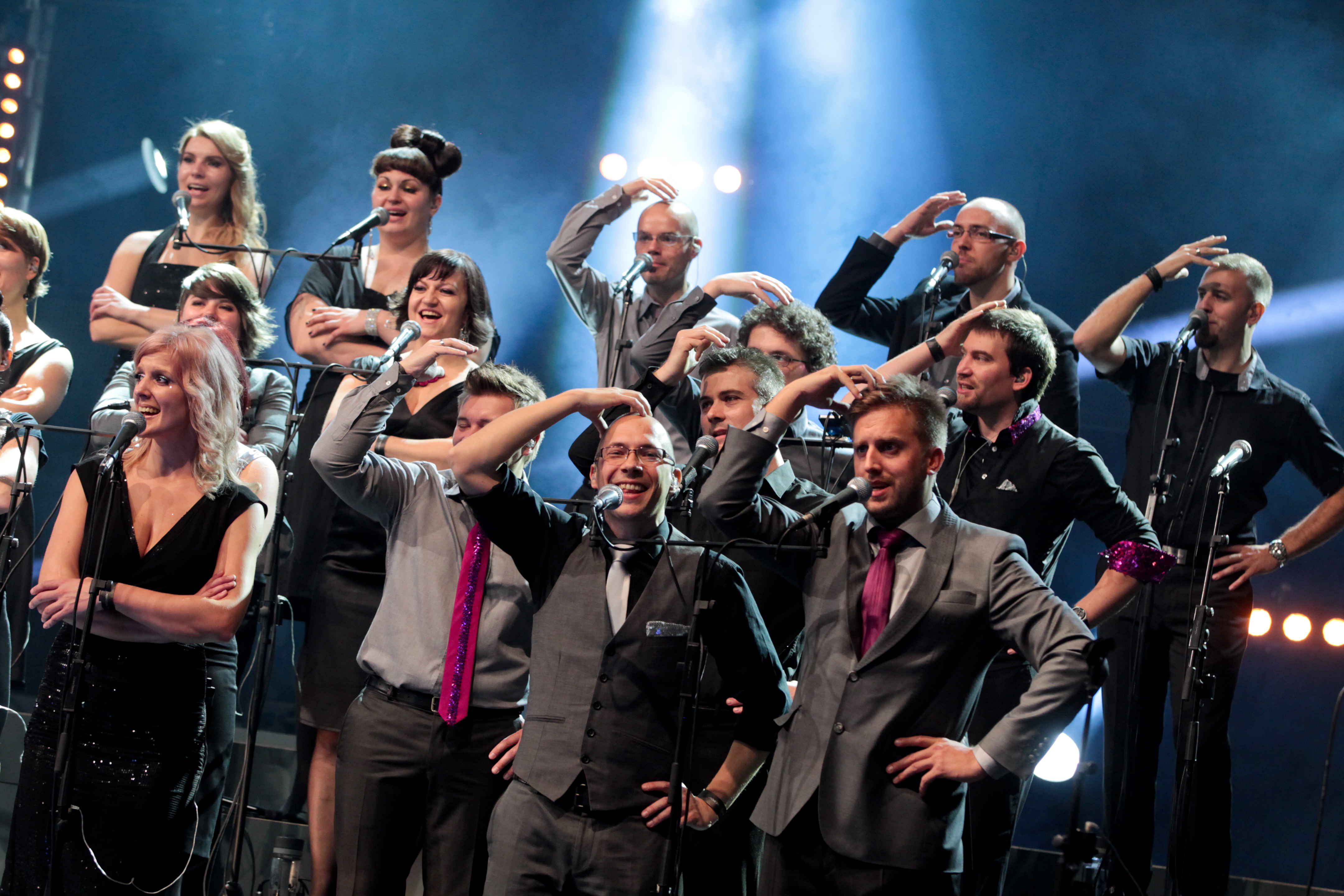
Altos et barritons interprétants Avsenik Medley en 2013 à Ljubljana

Il n'y a que des femmes dans cette section.
- Katarina Dolenc (1)
- Ana Komlanc (1)
- Jana Gamser (1)
- Ana Marčun (1)
- Barbara Pihler (1)
- Aleksandra Lamut (2)
- Karin Možina (2)
- Irena Kordež (2)
- Katja Strle (2)
- Marjeta Lužnik (2)
- Neta Zalar (2)
- Sandra Feketija (2)
- Vanja Budna Evačič (2)
- Maruša Dodič (2)

### Basses et Beatbox

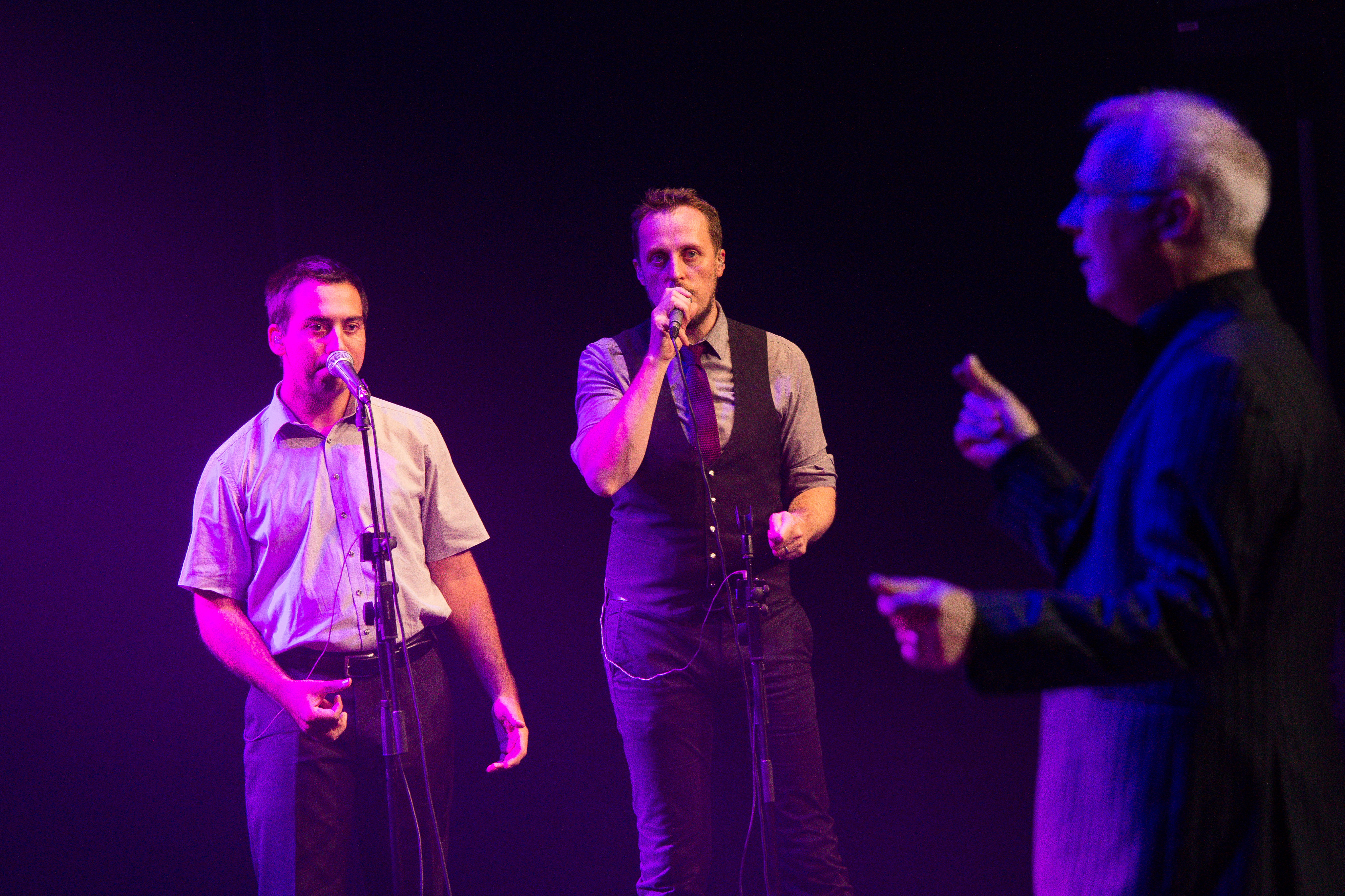
Tomaž Rojko (basses), Sašo Vrabič (beatbox) et Peder Karlsson (direction) en 2014

Dans ce groupe-ci, il n'y a que des hommes.
- Andraž Slakan (1)
- Jan Trost (1)
- Kristjan Virtič (1)
- Simon Virtič (1)
- Luka Černe (1)
- Matjaž Rambaher (1)
- Tadej Premužič (1)
- Blaž Papež (2)
- Miha Rojko (2)
- Tomaž Rojko (2)
- Sašo Vrabič (Beatbox)

## Discographie
- Ko boš prišla na Bled (When you come to Bled) (2000) (COBISS:ID=12747068);
- Pozabi, da se ti mudi (Forget you're in a hurry) (2003) (COBISS:ID=13669180);
- As (2004) (COBISS:ID=14396732);
- Čudna noč (Strange Night) (2006) (COBISS:ID=14396732);
- Africa (2009);
- Perpetuum Jazzile Live ('Vokal Xtravaganzza 2008 live' DVD) (2009);
- Vocal Ecstasy (CD+DVD) (2012, DEAG music).